# Волоктаягун
Волоктаягун (устар. Волокта-Ягун) — река в России, протекает в Сургутском районе Ханты-Мансийского автономного округа. Правый приток реки Ингуягун.
Система водного объекта: Ингуягун → Тромъёган → Обь → Карское море.

## География
Течёт по болотистой местности. Устье реки находится в 13 км по правому берегу реки Ингуягун. Длина реки составляет 90 км, площадь водосборного бассейна 1140 км².
Река Волокта-Ягун протекает в 6 км от истока через озеро Волоктаэнтльлор.
К бассейну реки Волоктаягун относятся следующие озёра:
- Вынтльсамлор[5] — является истоком реки Талгем-Ягун;
- Икиинглор[6] — расположено в 2 км севернее истока реки Сухмитингъягун;
- Лукутлор[7] — расположено в 5 км к северо-западу от устья реки Сухмитингъягун;
- Онтынлор[8] — расположено в 5 км к юго-западу от устья реки Олтын-Ягун;
- Яккунлор[9] — расположено в 4 км к юго-востоку от устья реки Сухмитингъягун.

## Притоки
- по левому берегу реки впадает река Яккунъягун[10]
- В 21 км от устья, по левому берегу реки впадает река Сухмитингъягун.
- В 38 км от устья, по левому берегу реки впадает река Талеем-Ягун.
- В 55 км от устья, по правому берегу реки впадает река Олтын-Ягун.
- В 58 км от устья, по правому берегу реки впадает река Ай-Нятым-Кор-Ягун.

## Данные водного реестра
По данным государственного водного реестра России относится к Верхнеобскому бассейновому округу, водохозяйственный участок реки — Обь от впадения реки Вах до города Нефтеюганск, речной подбассейн реки — Обь ниже Ваха до впадения Иртыша. Речной бассейн реки — (Верхняя) Обь до впадения Иртыша.
Код объекта в государственном водном реестре — 13011100112115200043164.